# Iwan Fjodorowitsch Paskewitsch

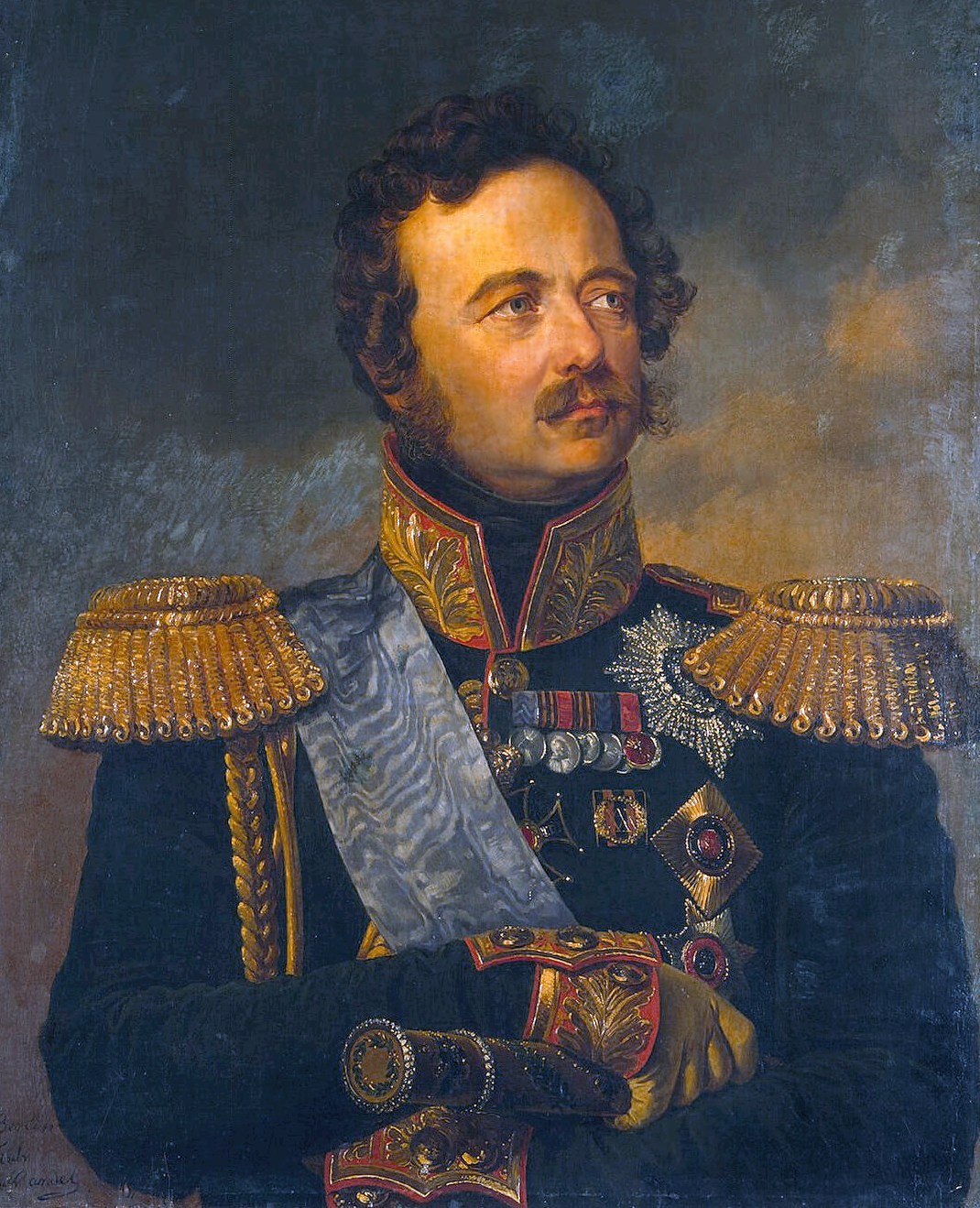
Graf Paskewitsch-Eriwanski

Iwan Fjodorowitsch Paskewitsch-Eriwanski, Graf von Eriwan, Fürst von Warschau (auch Paskiewitsch geschrieben; russisch Иван Фёдорович Паскевич, граф Эриванский; wissenschaftliche Transliteration Ivan Fëdorovič Paskevič, Graf Ėrivanskij; * 8. Maijul. / 19. Mai 1782greg. in Poltawa; † 20. Januarjul. / 1. Februar 1856greg. in Warschau) war ein Marschall der russischen Armee.

## Leben
Er trat am 3. März 1794 in das Pagenkorps Katharina II. ein und wurde am 12. August 1800 von Paul I. zum Leibpagen ernannt. Am 17. Oktober 1800 trat er als Leutnant und Kaiserlicher Flügeladjutant in das Preobraschenski-Regiment ein.

### Frühe Karriere
Paskewitsch nahm 1805 am Dritten Koalitionskrieg teil und kämpfte in der Schlacht bei Austerlitz. 1806 wurde er zur Donauarmee versetzt und nahm am Russisch-Türkischen Krieg (1806–1812) teil. 1808 wurde er bei der Erstürmung von Brailow schwer verwundet und erhielt den Anna-Orden 2. Klasse. Er nahm an den Gefechten von Tultscha und Hirsova teil, führte ein Jäger-Bataillon in der Schlacht bei Rassowat und zeichnete sich am 27. September 1808 bei der Erstürmung von Silistra aus. Am 28. Mai 1810 nahm er als Kommandeur des Grenadier-Regiments von Witebsk am Gefecht von Mangalia und am 3. Juli 1811 bei der Erstürmung von Bazardjik teil. Sein Anteil am Sieg bei Batyn, welche am 8. September zur Übergabe von Rustschuk führte, brachte ihm am 10. Dezember 1810 die Beförderung zum Generalmajor. Am 29. Januar 1811 wurde er zum Chef des Orelschen Infanterie-Regiments ernannt und am 18. Juni übernahm er die Führung der 1. Brigade der 26. Division.
Er zeichnete sich in Napoleons Russlandfeldzug 1812 unter Fürst Bagration am 25. Juli beim Gefecht von Soltanowka aus, später führte er die 26. Division in der Schlacht um Smolensk, der Schlacht bei Borodino, der Schlacht bei Malojaroslawez, der Schlacht bei Wjasma und der Schlacht bei Krasnoje aus. Im Frühjahr 1813 belagerte er mit seiner Division sechs Monate lang die Festung Modlin und wurde nach seiner Teilnahme an der Schlacht bei Kulm und der Völkerschlacht von Leipzig am 18. Oktober 1813 vom Zaren Alexander I. zum Generalleutnant befördert. Im Feldzug 1814 zeichnete er sich durch die Erstürmung von Arcis-sur-Aube und bei der Schlacht von Montmartre (Paris) aus.
Paskewitsch begleitete den Großfürsten Michael 1817–1820 auf seinen Reisen durch Europa und wurde 1823 zum Generaladjutant des Kaisers ernannt.

### Erfolge im Kaukasus
Im Jahre 1826 begann der Russisch-Persische Krieg im Kaukasus, Zar Nikolaus I. ernannte Paskewitsch zum Korpskommandanten und unterstellte ihn zunächst der Armee des Generals Jermolow in Grusinien. Am 25. September schlugen seine Truppen die Perser unter dem Thronfolger Abbas Mirza bei Jelisawetpol (heute: Gəncə, Aserbaidschan). Für diesen Sieg wurde Paskiewitsch vom Zaren zum General der Infanterie befördert und erhielt den Oberbefehl einer eigenen Armee. Er eroberte im nächsten Jahr das persische Armenien und schloss, nachdem er Eriwan am 13. Oktober 1827 genommen und Tauris und Ardabil besetzt hatte, am 22. Februar 1828 den Frieden von Turkmantschai ab, worauf er zum Grafen von Eriwan erhoben wurde.

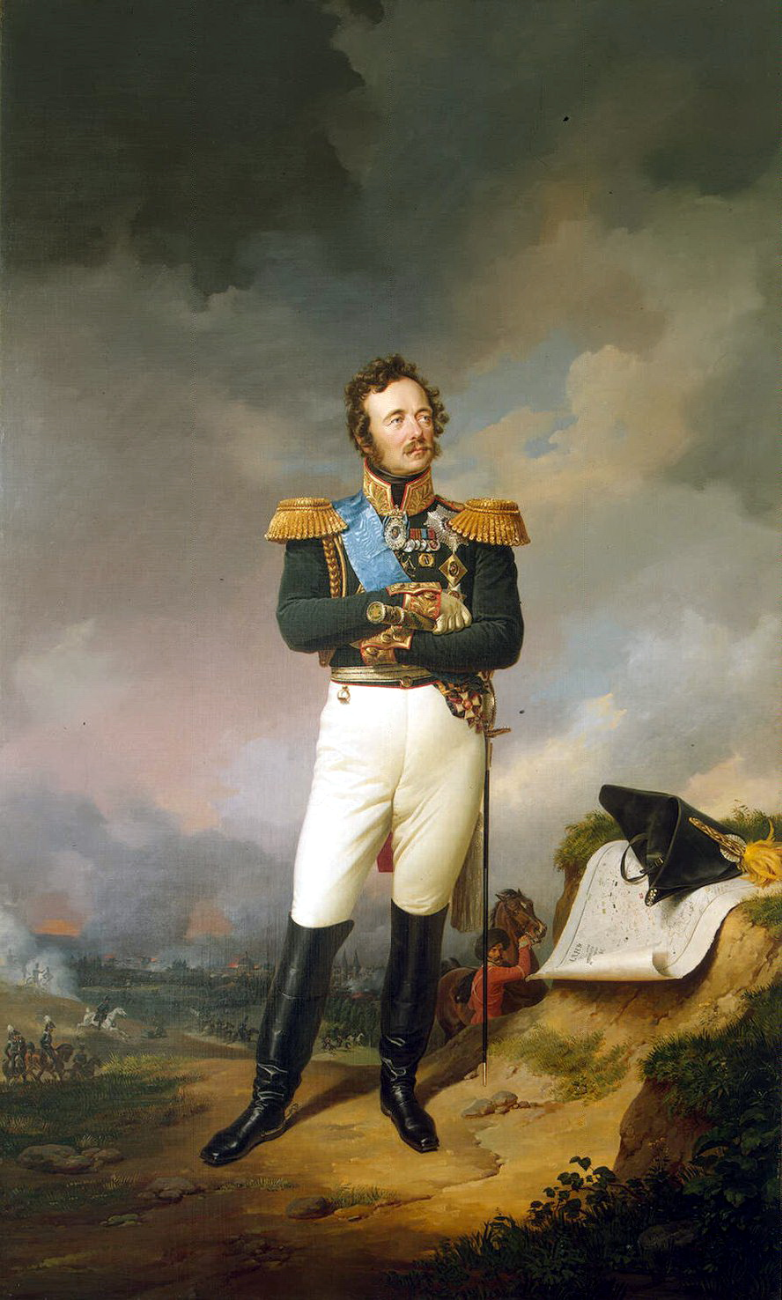
Iwan Paskewitsch. Gemälde von Franz Krüger, 1834

Paskewitsch drang nach dem Ausbruch des Russisch-Türkischen Krieges am 26. Juni 1828 in die asiatische Türkei ein und erstürmte am 6. Juli die Festung von Kars. Seine Truppen nahmen am 3. August Akalkalaki, am 22. August wurden die türkischen Truppen unter Kiossa Pascha bei Achalzik geschlagen und dieser Platz am folgenden Tag besetzt. Am 28. August wurde die Festung Doğubeyazıt von Truppen unter Fürst Tschawtschawadse eingenommen, darauf ein zweites türkisches Heer an den Quellen des Euphrat geschlagen.
Für die Fortsetzung des Feldzuges mussten größere Vorräte herangebracht werden, bevor 1829 die Operationen gegen den Serasker von Erzurum, Salegh Pascha beginnen konnten. Am 9. August zog Paskewitsch in Erzurum ein und wurde Marschall. Er unterwarf 1830 die Bergvölker in Dagestan. Seit Dezember 1829 war er Ehrenmitglied der Russischen Akademie der Wissenschaften in St. Petersburg.

### Einsätze in Polen, Ungarn und im Krimkrieg
Mitte Juni 1831 übernahm er infolge des Novemberaufstandes und des Ablebens des Feldmarschalls Diebitsch den Oberbefehl der Armee in Polen. Er zog zunächst Verstärkungen an sich, sicherte seine Nachschubwege über die Weichsel und begann dann ab Mitte August auch vom Westen und Norden her die Belagerung von Warschau. Am 6. und 7. September siegte seine Armee in der entscheidenden Schlacht um Warschau bei Wola und erzwang am folgenden Tag den Einzug in die polnische Hauptstadt. Für die Einnahme von Warschau wurde er vom Zaren zum Fürsten von Warschau erhoben und zum Statthalter von Polen ernannt und begann die Russifizierung des Landes. Er vollzog am 26. Februar 1832 das Organische Statut, das Polen mit Russland vereinigte.
Als während der Revolution 1849 die russische Intervention in Ungarn beschlossen war, führte Paskewitsch die Kapitulation der ungarischen Armee bei Világos (heute Rumänien) und die Unterwerfung des Landes herbei. 1850 wurde er vom Kaiser von Österreich und vom König von Preußen zum Generalfeldmarschall ernannt.
Im April 1854 übernahm er nach dem Beginn des Krimkriegs auf den ausdrücklichen Wunsch von Nikolaus I. den Oberbefehl über die russischen Truppen in den Donaufürstentümern. Diesen führte bis dahin Michail Dmitrijewitsch Gortschakow. Ab dem 22. leitete Paskewitsch die Belagerung von Silistra. Die strategisch wichtigen Festung Silistra war nach den Plänen Helmuth von Moltkes errichtet worden. Der osmanische General Omar Pascha führte am 10. Juni eine Entsatzarmee heran. Paskewitsch verließ die Armee, weil er von einem Granatensplitter getroffen worden war, und wurde wieder Statthalter von Polen. Die Belagerung von Silistra musste am 23. Juni, nach 55 Tagen, aufgegeben werden.
Paskewitsch starb am 20. Januarjul. / 1. Februar 1856greg. in Warschau an Magenkrebs. Dort wurde ihm 1870 eine Statue aus Bronze errichtet.

## Sonstiges
Im Jahre 1854 erschien in den Innsbrucker Nachrichten die Geschichte einer Wahrsagerin, die Paskiewitsch prophezeite, er werde „nur noch zwei Jahre leben.“ Er starb tatsächlich 1856.
Die Standardvariante des ungarischen Tarock, Paskievics, soll nach Paskewitsch benannt sein.